# Bajmóc
Bajmóc (szlovákul Bojnice) kisváros Szlovákiában, a Trencséni kerület Privigyei járásában. Bajmóctölgyes és Bajmócfürdő tartozik hozzá.

## Fekvése
Bajmóc Privigyétől 2 km-re nyugatra, a Nyitra-folyó jobb partján fekszik, a Sztrázsó-hegység keleti lábánál, 298 méteres tengerszint feletti magasságban. A várostól nyugatra emelkedik a Predné Štefankovo 600 méter magas csúcsa. Csaknem teljesen egybeépült Privigyével és Bajmócapátival, előbbitől a Nyitra-folyó, utóbbitól a fürdőkomplexum választja el.
Bajmócot országutak kötik össze Privigyével, Bajmócapátival, Kányaheggyel (5 km), valamint a hegyeken keresztül Sújtóval (7 km).
Nyugatról Sújtó, északról Kányahegy és Bajmóclazán, keletről Privigye, délről Bajmócapáti és délnyugatról pedig Kocurány községekkel határos.

## Története
A mai város területén már az őskorban is éltek emberek, erre utalnak a területén fekvő Prépost-barlangban talált őskori leletek. A kőkorban a lengyeli kultúra, az újkőkorszakban a vonaldíszes kerámiák népe élt ezen a vidéken. A bronzkorban, a hallstatt korban és később a puhói kultúra alatt is települések álltak itt. A honfoglalás előtti időkben korai szláv település volt a helyén. A honfoglalás előtt már várral megerősített hely volt, melyet a magyarok a 10. században foglaltak el.
A települést 1113-ban „Maimoz” néven említik először a zobori bencés apátság birtokainak határleírásában. Ekkor már ismert volt meleg vízű forrásai és vásárai. 1246-ban „Boymuch” néven említik. Nyitra várának tartozéka volt. Várát a 13. század második felében építette a Hont-Pázmány nembeli Kázmér, majd Csák Máté.1299 és 1321 között Csák Máté volt az ura. 1302-ben „Baymuch” néven írják. Csák Máté halála után a királyé lett. A középkorban olasz tulajdonosai voltak a várnak, akik bővítették és védőfalakkal erősítették. 1323-ban „Baymach” néven szerepel a különböző írásokban. 1366-ban I. Lajos királytól városi rangot kapott, a 15. századtól vásártartási joggal rendelkezett. 1395-től nemesi város, uradalmi központ lett.
A vár Mátyás király, Corvin János és a Szapolyaiak után 1527-ben a Thurzóké lett, akik sokat építettek rajta. A 16-17. században a város lakói sáfránnyal, sóval, vassal kereskedtek. 1530-ban és 1599-ben kirabolta és felégette a török, de a várat eredménytelenül ostromolta. 1604-ben Bocskainak megnyitotta kapuit. A 17. században sorra alakultak céhei. 1623-ban Bethlen Gábor hajdúi pusztították el. 1637-ben a Pálffy családé lett a vár. 1670-ben a szabók, 1672-ben a csizmadiák céhe jött létre. 1675-ben 607 lakosa volt. 1683-ban Thököly Imre hadai sarcolták. 1687-ben megalakult a gombkötők céhe. A Rákóczi-szabadságharc alatt a kurucok fosztogatták. Rákóczi serege csak hosszas körülzárás után, 1704. július 8-án tudta kapitulációra bírni a várat. A trencséni csatát követően a császáriak egyheti ostrom után, 1708. november 11-én foglalták vissza. A 18. század elején megindult a szőlőtermesztés, de sokan gyümölcstermesztéssel, gabonakereskedelemmel, állattartással foglalkoztak. 1711-ben a kőművesek, 1750-ben a takácsok céhe alakult meg.
A 18. század végén Vályi András így ír róla: „BAJMÓTZ. Veinitz. Bojnitze. Tót Mező Város Nyitra Vármegyében, földes Ura 1637. esztendötöl fogva Gróf Pálfy Uraság, lakosai katolikusok, fekszik Turócz Vármegyének határja szélén. Vára arról nevezetes, mivel 365. ablakjai lévén, az esztendőnek napjaihoz intéztettek. Onofrid Gróf Apaturságot fundált itten 1479. esztendőben. Ambár szőlő hegye nintsen; de termő földgye jó, fája sintsen, vásárbéli jövedelme meglehetős, kendert áztató víze alkalmatos, réttyei jók, legelője elegendő, malma helyben, piatzozása közel, első Osztálybéli.”

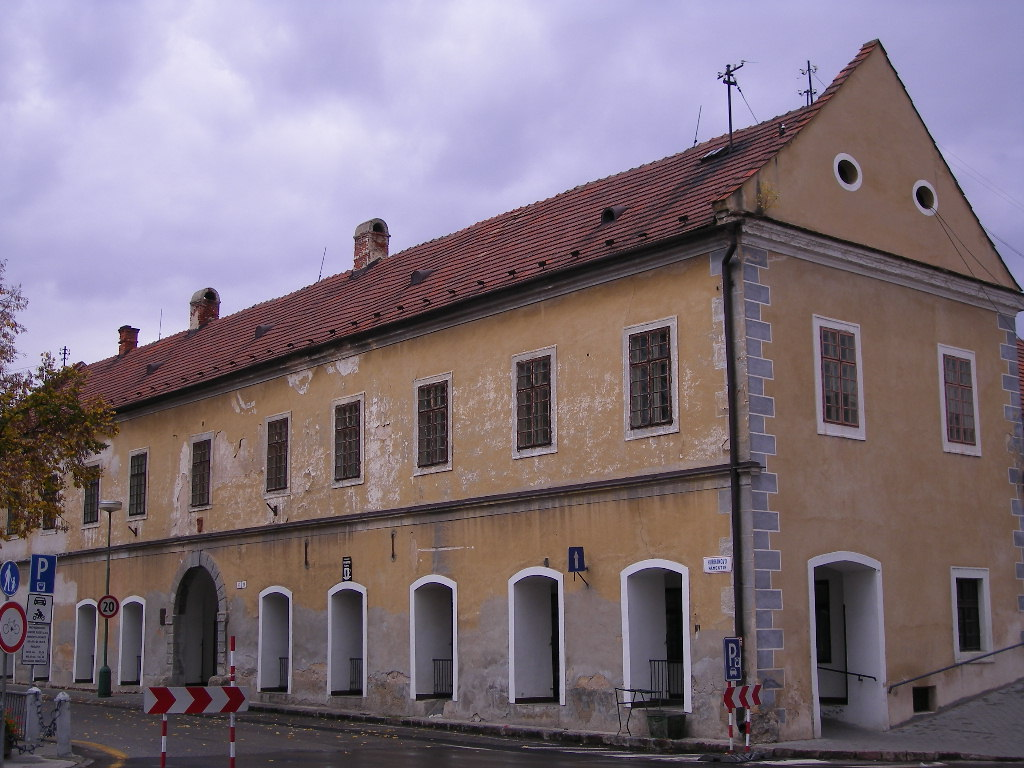
Régi ház a városközpontban

1828-ban Bajmócnak 116 háza volt 811 lakossal. A 19. században elterjedt a fazekasság, malmok, serfőzők működtek a városban.
Fényes Elek 1851-ben kiadott geográfiai szótárában így ír a városról: „Bajmócz, (Bojnicz, Bodnicze), igen régi tót m. város, Nyitra vgyében, egy hegyen, közel a Nyitra vizéhez: 811 kath. lak., kik többnyire mesteremberek, és vagyonosak. – Nevezetes épületei: a kath. paroch. templom; a préposti lakás; a postahivatal-ház; s főkép a régi, most is lakható roppant várkastély. Első Károly alatt valami Selotus nevű Bán birta, mint bajmóczi gróf; I-ső Lajos alatt László, Oppelni herczeg, s Magyarországi nádor; később Leustachius de Hsva, szinte nádor; a min ez kitetszik egy 1393-ban kiadott diplomájából. 1473-ban Onuphtrius nevü grófokat esmérte urának; majd ezek elhunytával Corvinus Mátyás királyt, ki azt fiának, Corvinus Jánosnak ajándékozá. Ennek Poky nevü várnagya egy izben alattomosan meg akará János herczeget öletni; de hiv cselédei által megmentetvén, Poky életével lakolt. Corvinus János után Zápolyát uralta; I-ső Ferdinád azonban Thurzó Eleknek adá, kinek családja magvaszakadtával a gr. Pálffy családra szállott, s most gr. Pálffy Ferencz birja a hozzátartozó uradalommal együtt, melly 3 m. városból, 14 többnyire nagy falukból áll. Viszontagságai a várnak különfélék voltak. Ugyanis Trencsényi Máté I-ső Károly ellen hadat inditván, elfoglalta; V-ik László és Erzsébeth alatt a Hussiták voltak birtokában. 1533-ban a törökök a várost elpusztitották, de a vár sértetlenül maradt. 1599-ben ugyanez történt; majd ismét Bocskay seregei vették körül; s ekkor a gróf Thurzó Szaniszló parancsolatára, ki már ekkor a Szemptei várat feladta, meghódolt. 1404-ben tiz hónapi ostrom után nyitotta fel kapuját Bercsényinek, ki a várat az uradalommal együtt magának tartotta. 1470-ben az emlitett Onuphtrius gróf egy gazdag prépostságot alakitott itt, melly most is fentáll, s a prépost Bajmócz birtokosától neveztetik ki. A hegy tövében közel a Nyitrához egy meglepő szépségű vidéken van egy meleg fürdő. A forrás a tágas fördő-épület közepén fakad, s vize szintolly orvosi erővel bir, mint a Pöstyéni; azonban nincs olly meleg, mint emez, de hideg viz elegyitése nélkül meg sem lehet benne fördeni. Kénkőrész, nincs annyi benne, de a helyett timsó. Szinére nézve olly tiszta, hogy a fenekén a legkissebb tárgyat is megláthatni. A fürdő-épületben négy osztályokra hasított állófürdő (Gehbaad) van, a különböző sorsu vendégek számára. Ezenkivül több vendégszobák. A fördőben két cső segedelmével a hideg és meleg viz szüntelen ki- és befolyván, a melegség fokát tetszés szerint mérsékelni lehet.”
Borovszky Samu monográfiasorozatának Nyitra vármegyét tárgyaló része szerint (részletek): „Bajmócz, a Nyitra völgyben, a regényes bajmóczi hegyoldalon fekszik. Lakosai tótajkuak, számuk 1183, vallásuk r. kath. Postája van, távirója Privigye, vasúti állomása Privigye-Bajmócz. Itt van a gróf Pálffy János tulajdonát képező hires vár. A vár déli oldalán mély katlanban fakadnak a hévvizek, a melyek már IV. Béla idejében ismeretesek voltak gyógyhatásukról. […] Bajmócz várának eredete a történelmi idők homályában vész el, tény azonban, hogy már a hon foglalás idején fennállott és a hagyomány szerint Bojnik rablólovag építtette. Átkutatva a régi okiratokat, Bajmócz község elnevezése különféleképen fordul elő; leggyakoribb a "Boynicz", Bojnocz vagy pedig "Weinitz" elnevezés. […] Bajmócz községét 1 méter 20 cm. vastagságu kőfal veszi körül s alatta számos, már részben bedűlt alagút vezet, a melyek a vár nagy kútjával vannak összekötve. A Bajmócz vidékén különösen Koós tájékán felfedezett őskori leletek, urnák, bronz-korszakbeli tárgyak arra mutatnak, hogy a vidék már az őskorban is lakott volt. Bottka Tivadar szerint első lakói quadok és markomannok voltak. Említést érdemel a vár kapuja előtt álló hársfa, a mely körülbelül 500-600 éves lehet, - de 1897. május havában egy nagy vihar majdnem megsemmisítette. A várat jelenlegi birtokosa, id. gróf Pálffy János nagy költséggel és fénynyel, a maga rajza és részletes utasításai alapján helyreállíttatja, a XV. század első felében divatos francia késő csucsives stilben. A restaurálás technikai részét Hubert József budapesti műépítész kiváló szakértelemmel vezeti. Fellegvára már készen áll és ha az egész mű elkészül, ez lesz az ország egyik legmonumentálisabb épülete.”
A Pálffyak végig karban tartották egyik legfőbb birtokközpontjukat, majd a 20. század elején pompás, 365 ablakos várkastéllyá varázsolták. A trianoni diktátumig Nyitra vármegye Privigyei járásához tartozott.
1966-ban csatolták hozzá Bajmóctölgyest.

## Népessége
| Év:            | 1994. | 2004.   | 2014.   | 2024.   |
| -------------- | ----- | ------- | ------- | ------- |
| Emberek száma: | 4984  | 4996    | 4900    | 5073    |
| Eltérés:       |       | +0,24 % | -1,92 % | +3,53 % |

| Év:            | 2023. | 2024.   |
| -------------- | ----- | ------- |
| Emberek száma: | 5013  | 5073    |
| Eltérés:       |       | +1,19 % |

1880-ban 1033-an lakták, ebből 44 magyar, 42 német és 913 szlovák anyanyelvű; illetve 1010 római katolikus, 22 izraelita és 1 evangélikus vallású volt.
1890-ben 1183 lakosából 34 magyar és 1087 szlovák anyanyelvű volt.
1900-ban 1274 lakosából 65 magyar és 1159 szlovák anyanyelvű volt.
1910-ben 1346-an lakták, ebből 1192 szlovák, 114 magyar, 36 német és 4 egyéb anyanyelvű.
1921-ben 1307 lakosából 30 magyar és 1242 csehszlovák volt.
1930-ban 1465-en lakták: 20 magyar, 13 német, 10 zsidó, 1 ruszin, 1 egyéb nemzetiségű, 1418 csehszlovák és 2 állampolgárság nélküli.
1970-ben 3873 lakosából 12 magyar és 3817 szlovák volt.
1980-ban 4821 lakosából 9 magyar és 4760 szlovák volt.
1991-ben 5084-en lakták, ebből 19 magyar és 4995 szlovák.
2001-ben 5006 lakosából 4859 szlovák és 11 magyar volt.
2011-ben 4923 lakosából 4515 szlovák, 27 cseh, 14 magyar, 8 német, 20 egyéb nemzetiségű és 328 ismeretlen nemzetiségű volt.
2021-ben 4978-an lakták: 4566 (+16) szlovák, 14 (+10) magyar, 90 (+28) egyéb, 1 (+1) cigány, (+2) ruszin és 307 ismeretlen nemzetiségű.

## Nevezetességei

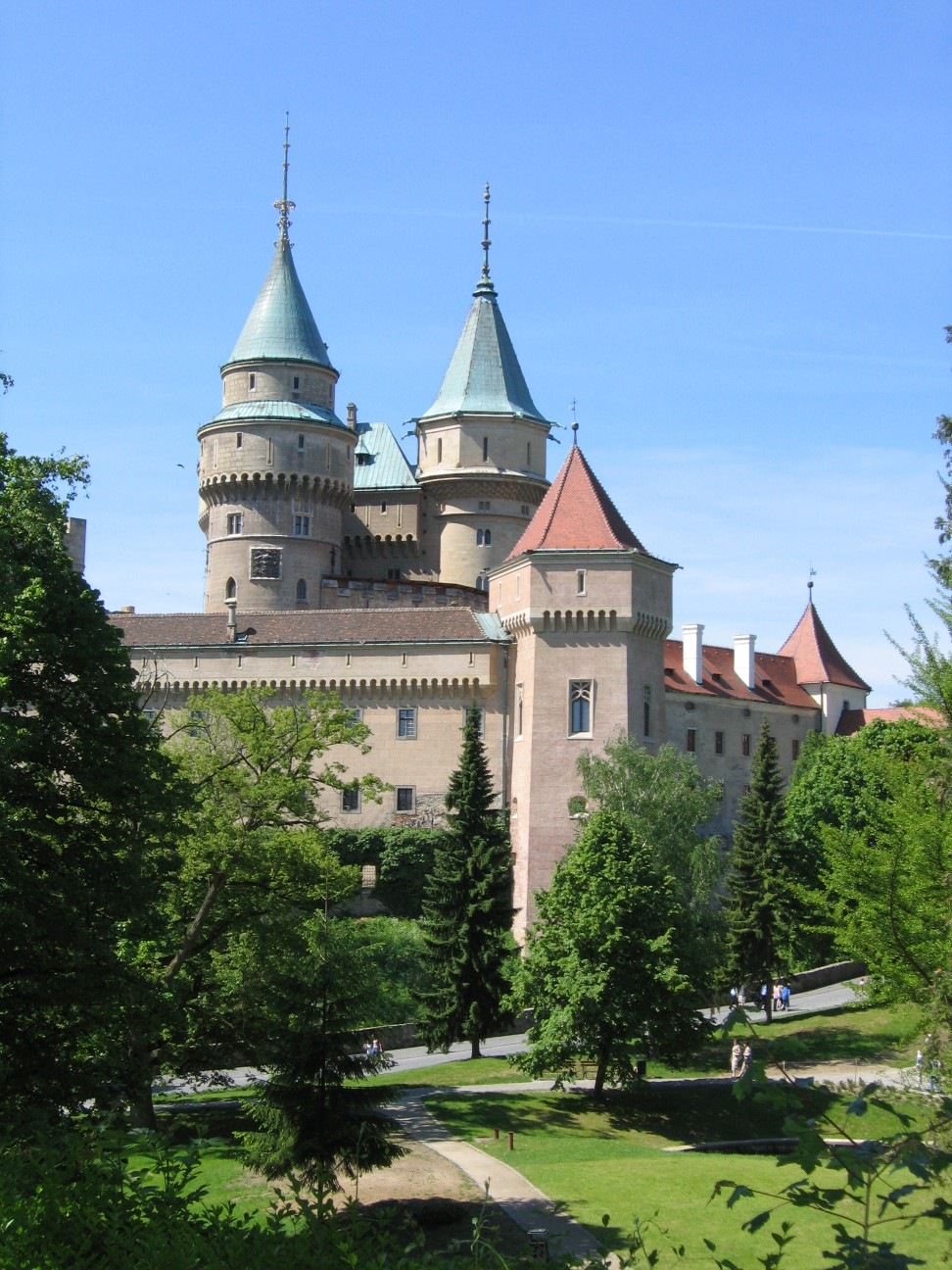
Bajmóc vára

- Fő nevezetessége 1899 és 1909 között átalakított vára, mely teljes épségben áll. Megközelítőleg tíz film forgatásának helyszíne. Többek között itt forgatták a Pán a hvezdár, Fantaghiro, Šíleně smutná princezná és a Zlaté jablko cseh illetve szlovák filmeket.
- A vár alatti parkban 30-40 fokos termálvizű gyógyfürdő található.
- A várkastély bejáratának közelében áll Szlovákia legöregebb, több mint 700 éves fája, melyet Mátyás király hársfájának neveznek, de Bocskayval is összekötötték már.[9]
- Tours-i Szent Mártonnak szentelt római katolikus temploma a 14. század második felében épült a régebbi, 1244-ben már említett templom helyén. Déli gótikus kápolnája a 15. század második felében épült, 1520-ban és 1640-ben átépítették. A kóruson két, 17. századi dombormű található, a templom berendezése 17-18. századi.
- Nepomuki Szent János barokk szobra 1741-ből származik, a templom mellett áll egy kis kápolnában.
- A vártól nyugatra álló kapu a 17. század első felében épült.
- A városban több reneszánsz és barokk lakóház található.

## Képtár

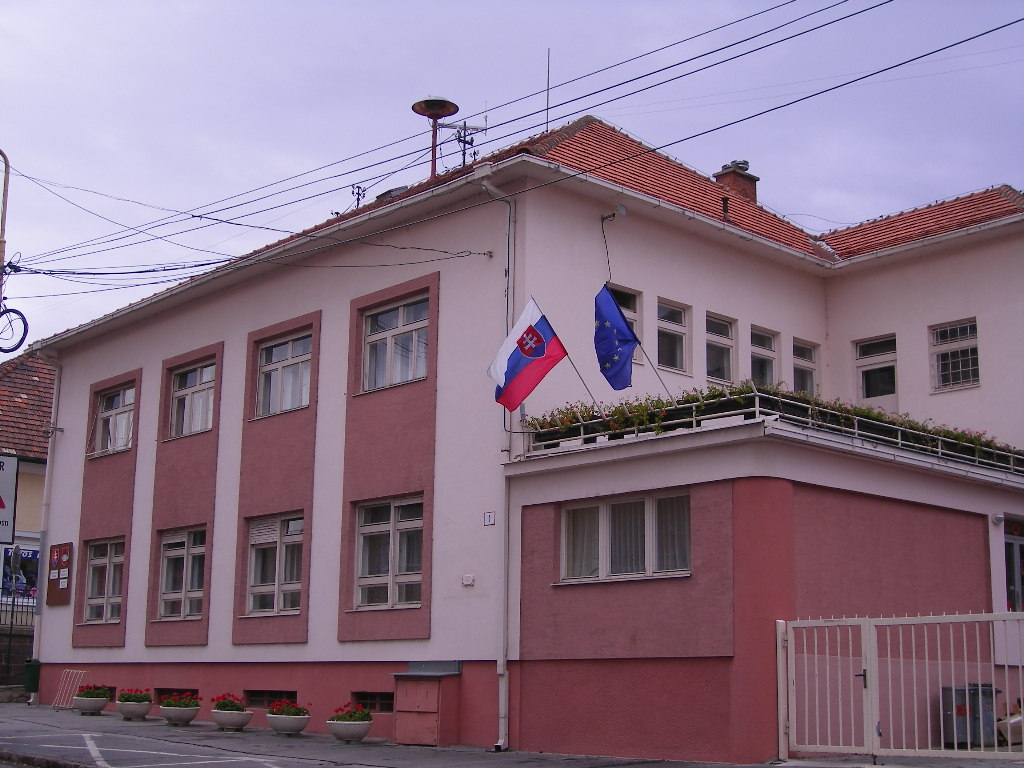
Városháza
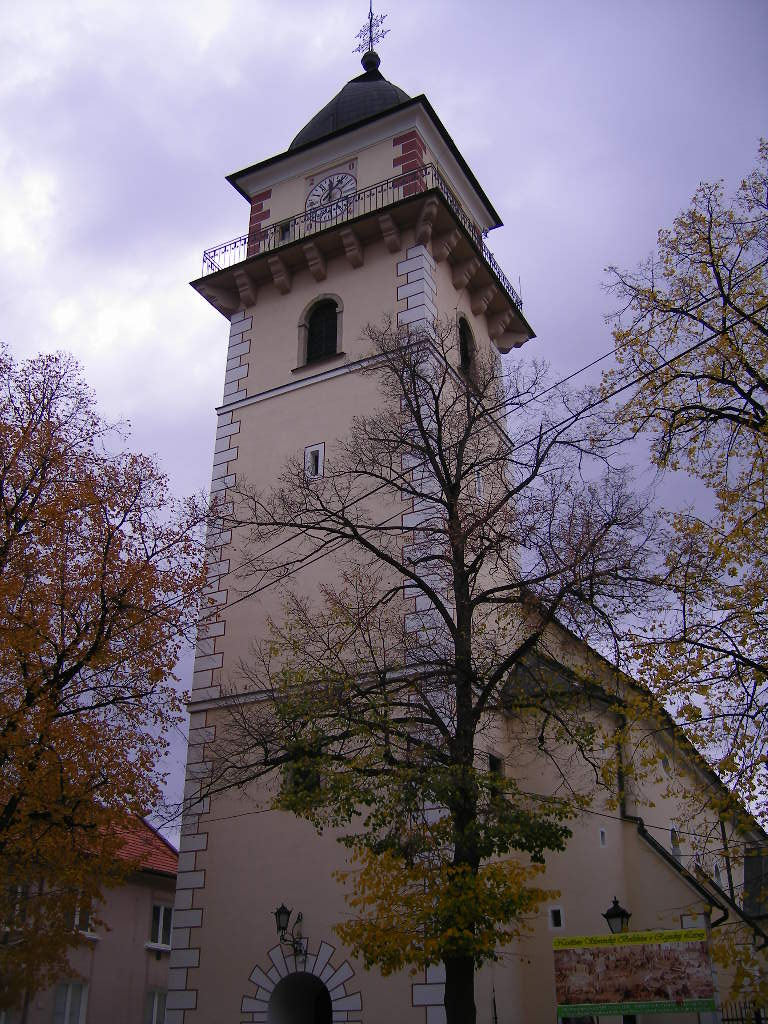
A Szent Márton-templom
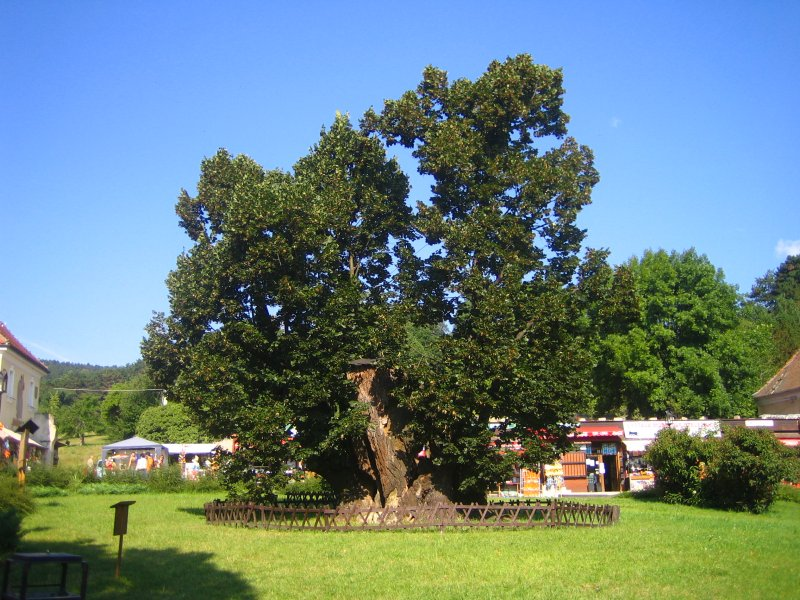
Mátyás király hársfája
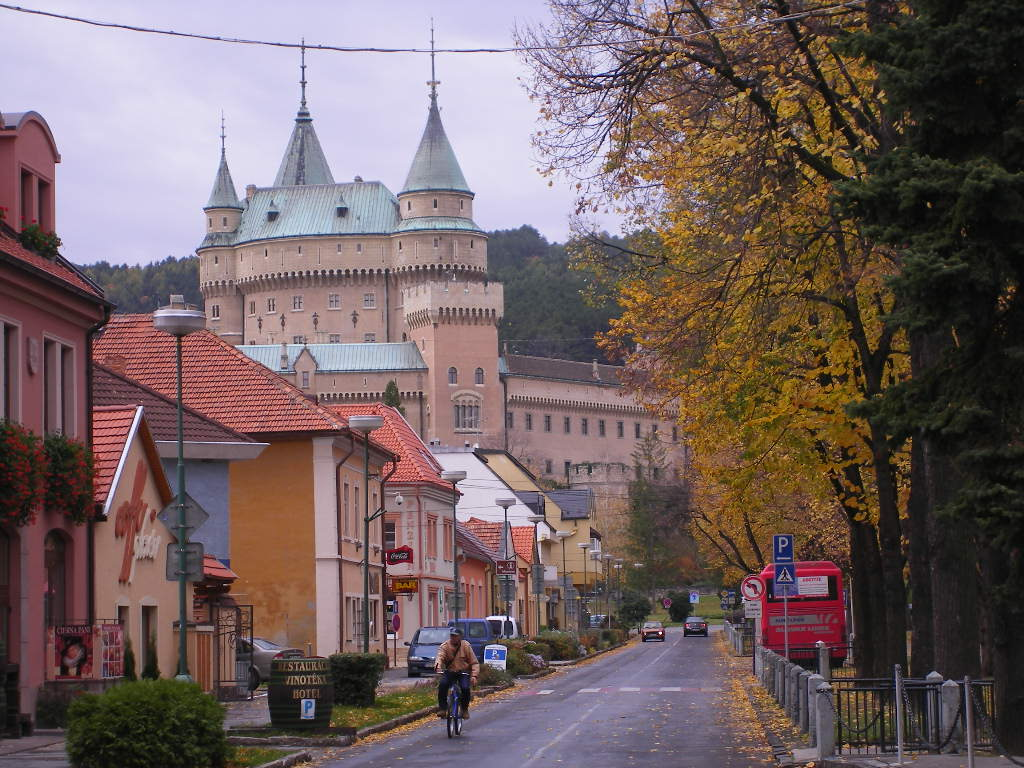
A város főtere (Hurban-tér), háttérben a várral
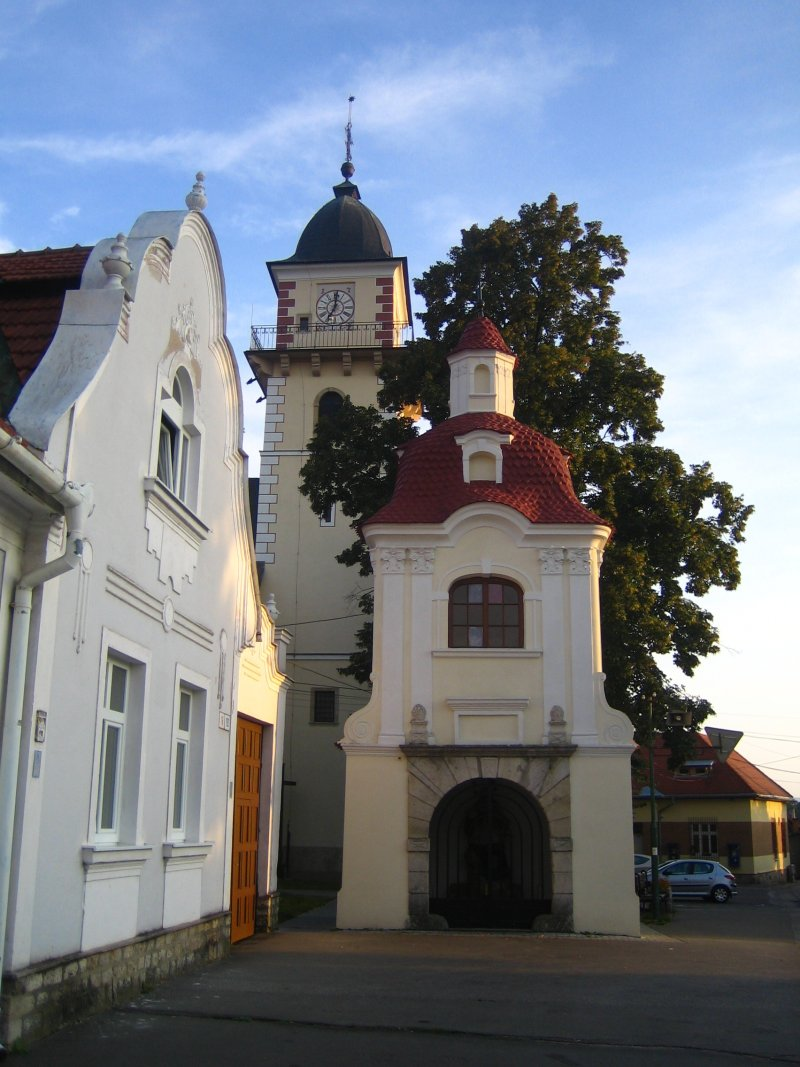
A Nepomuki Szent János-kápolna
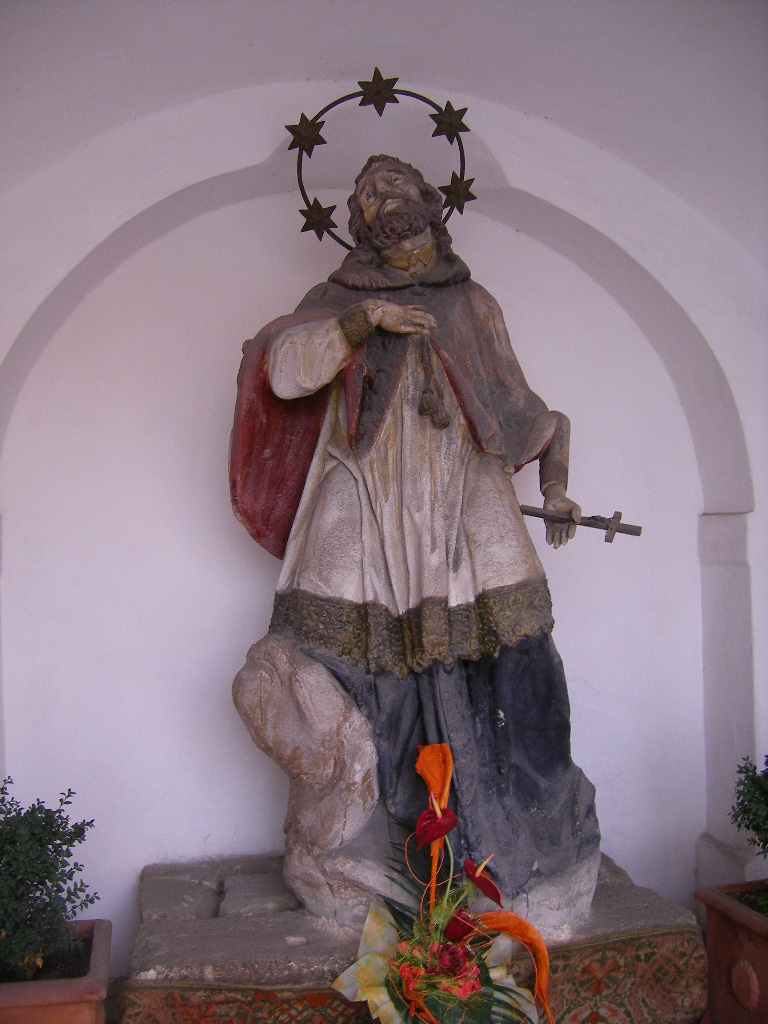
Nepomuki Szent János szobra
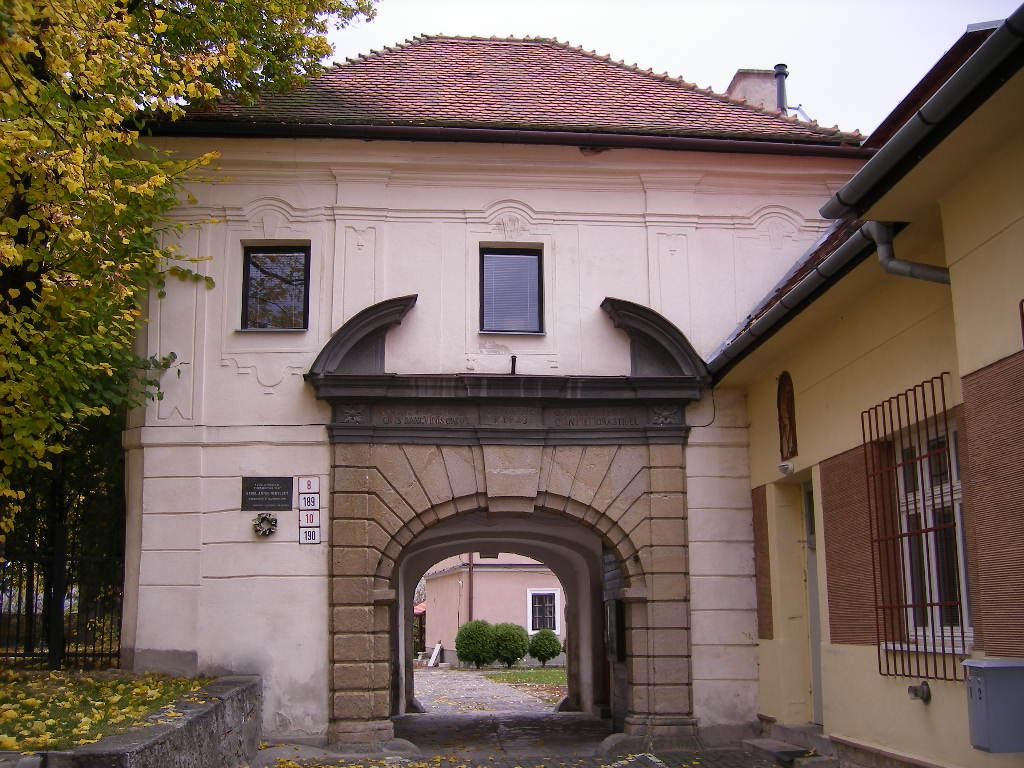
17. századi kapu
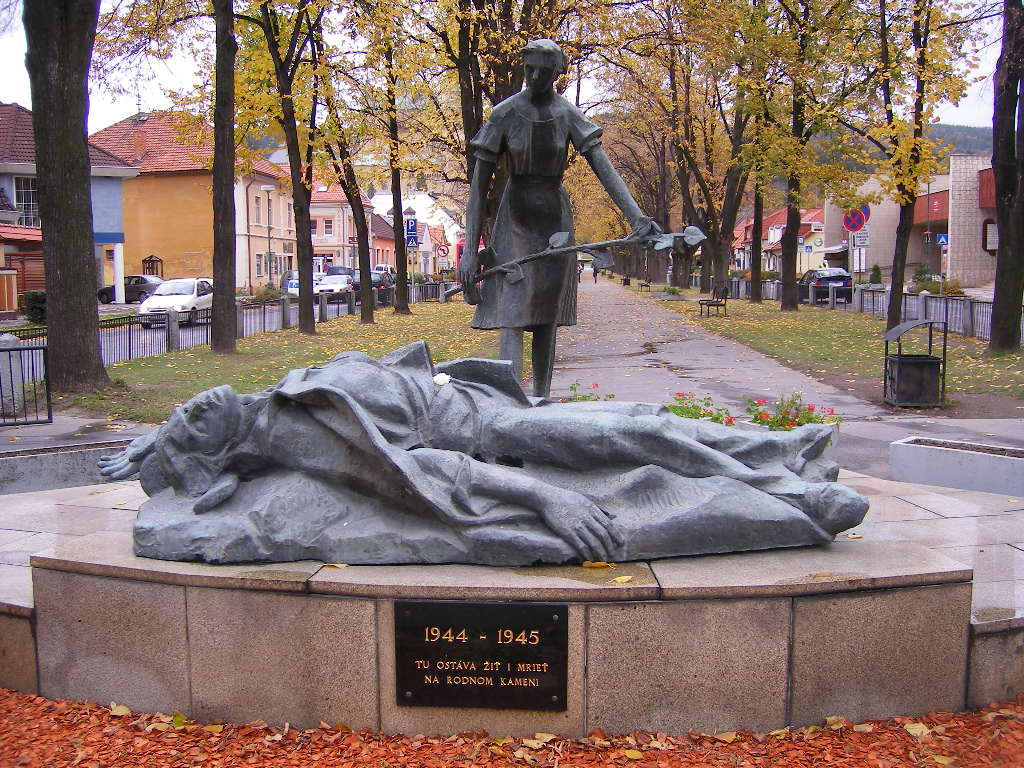
Második világháborús emlékmű
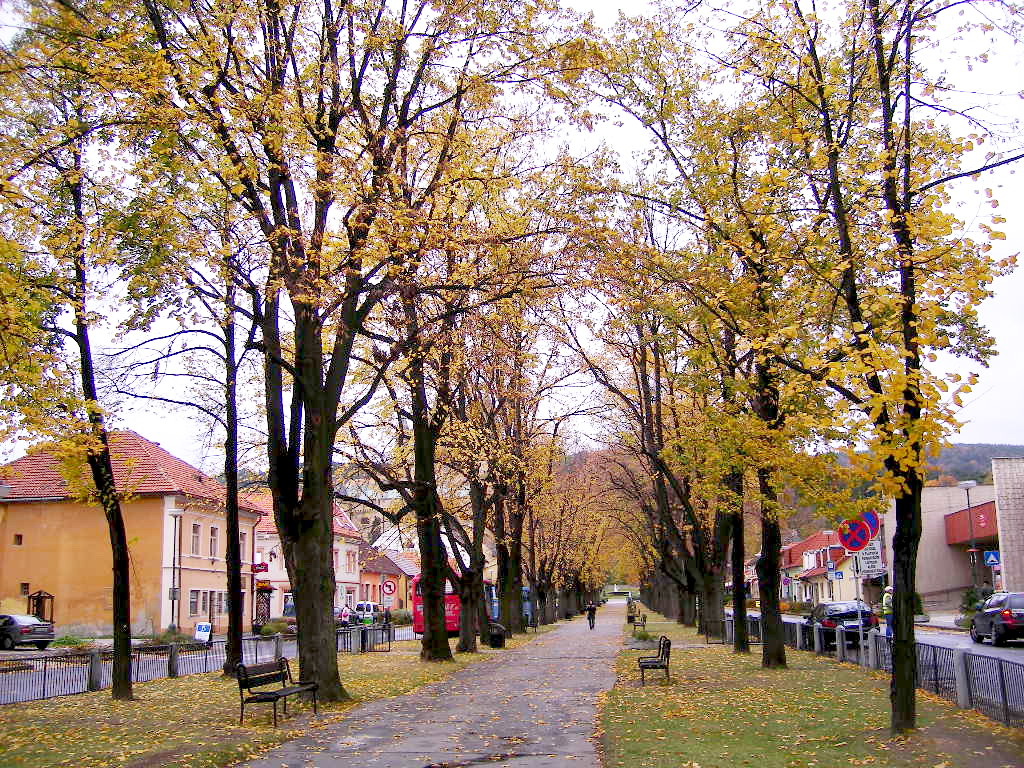
Hurban-tér
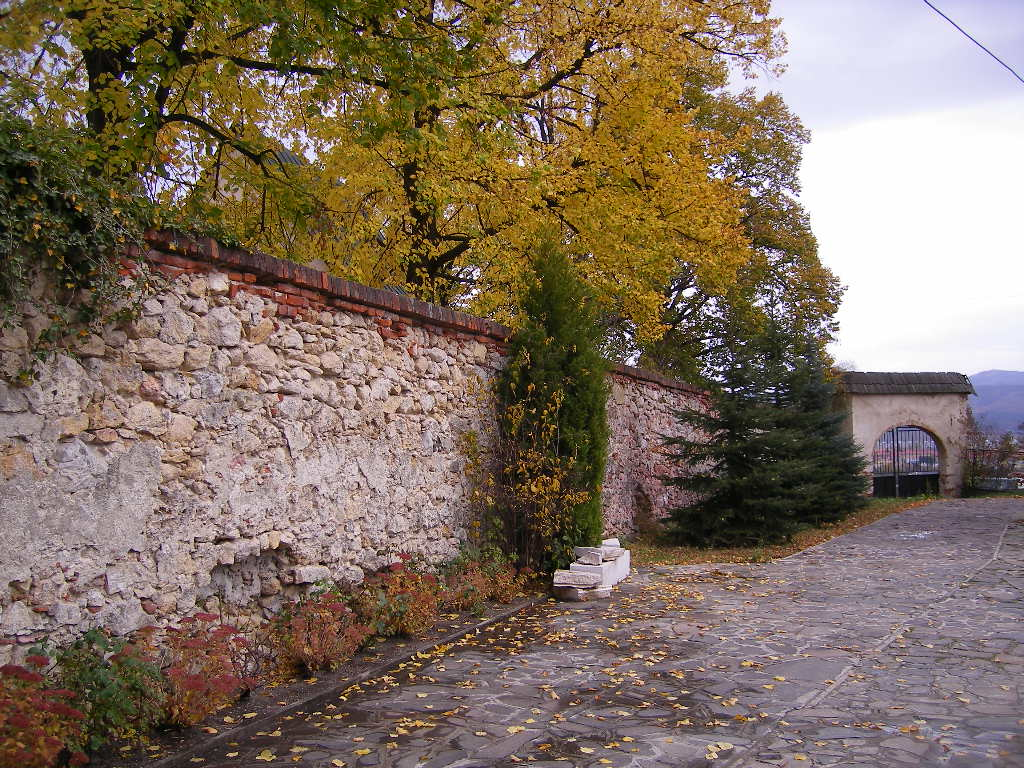
A templomot körülvevő várfal
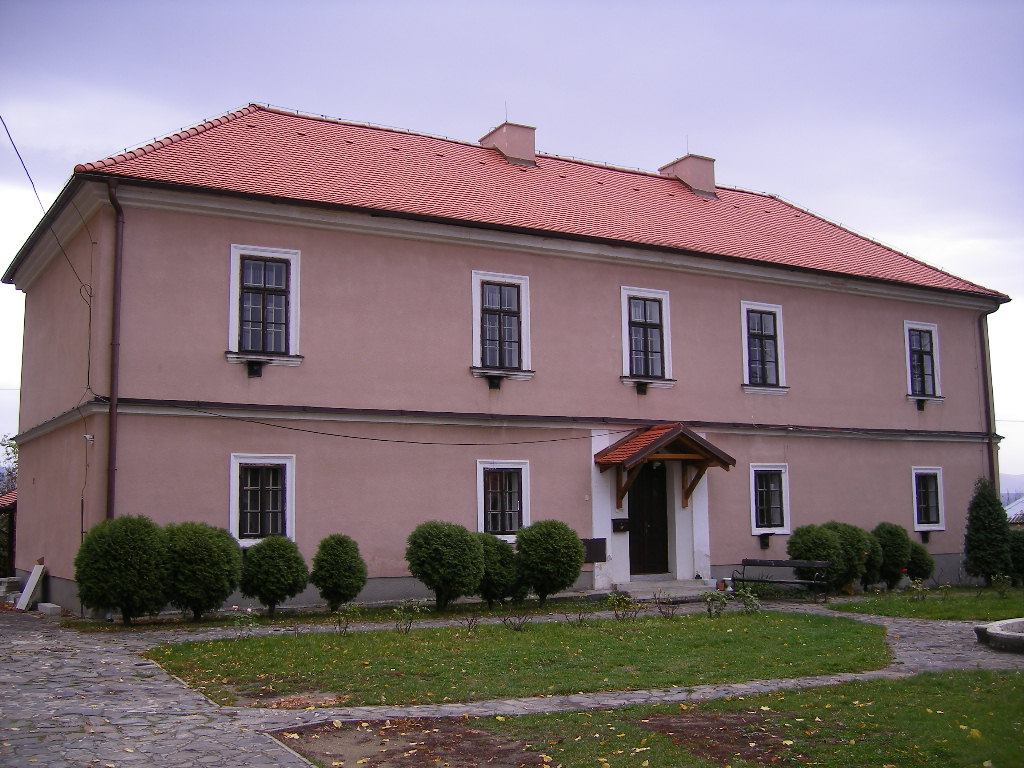
Plébánia

## Testvérvárosok
- Bad Krozingen, Németország
- Jeseník, Csehország
- Rosta, Olaszország
- Zator, Lengyelország

## Lásd még
- Bajmóctölgyes
- Bajmócfürdő